# Zangvogelsport in Suriname

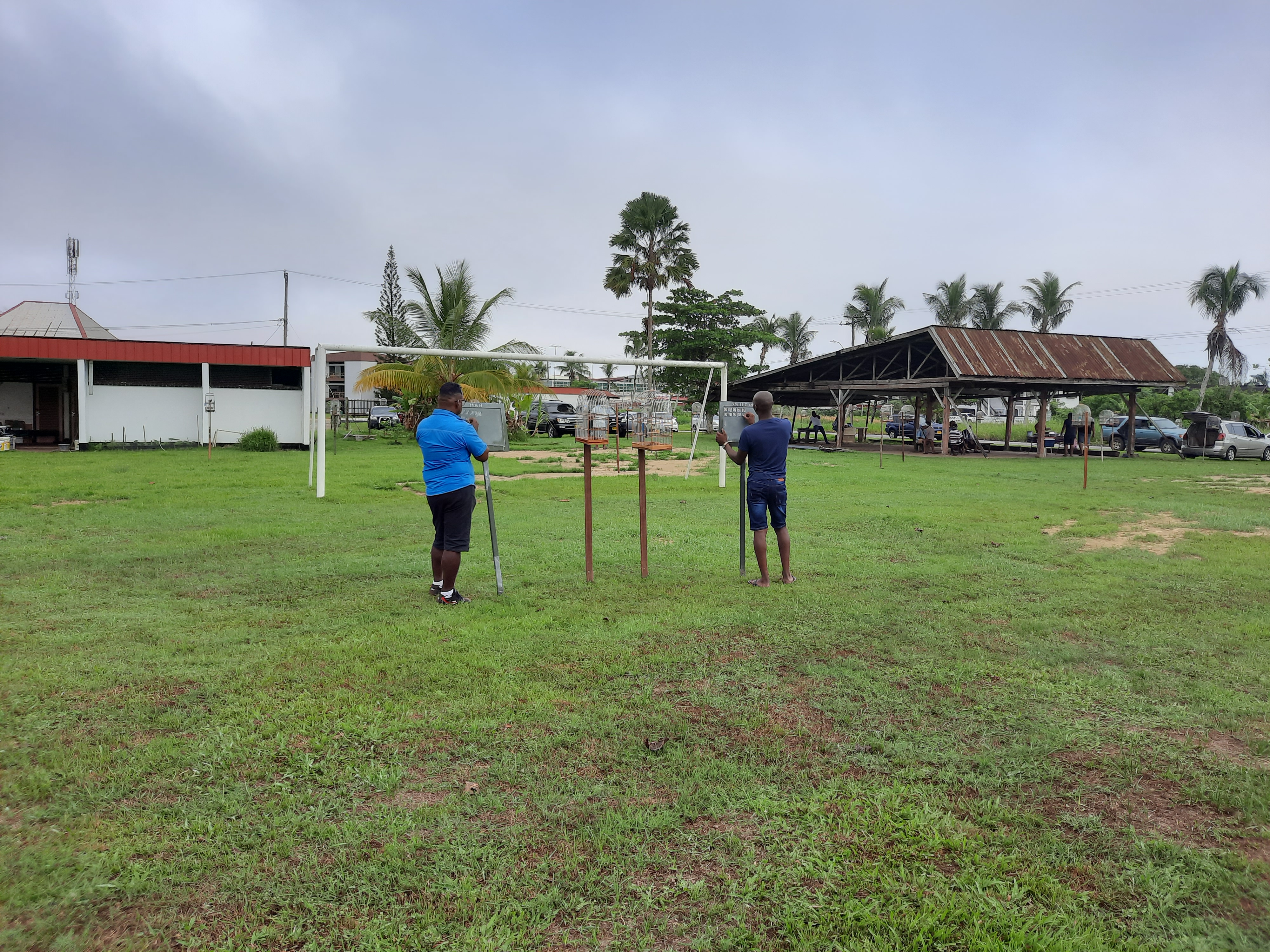
Zangvogelwedstrijd in Paramaribo

Zangvogelsport is in Suriname een sport die in wedstrijdverband wordt beoefend en kent tientallen verenigingen. Op landelijk niveau worden zij vertegenwoordigd door de Surinaamse Zangvogel Bond (SZB).

## Nationale sport

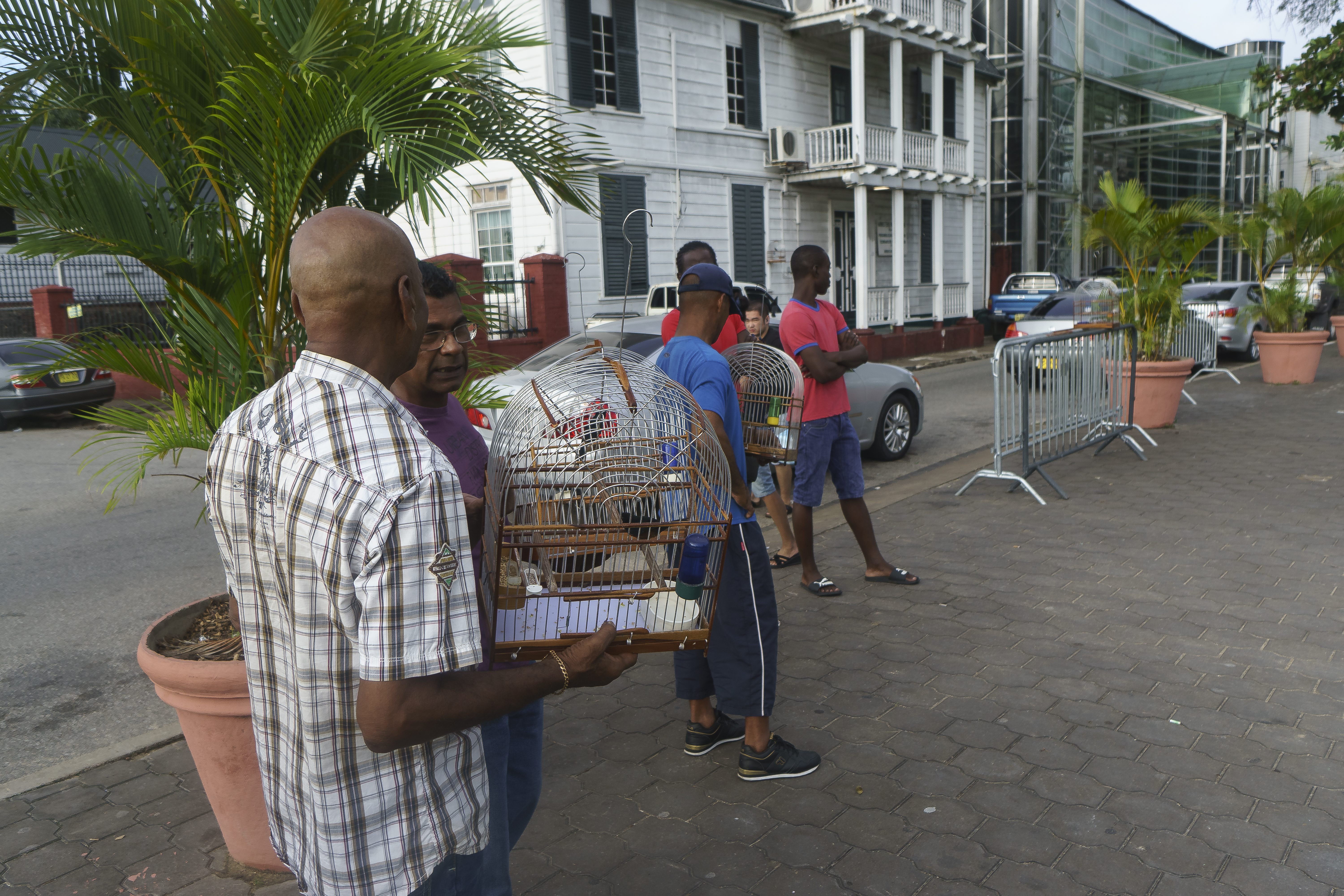
Zangvogelsporters, 2015

De zangvogelsport is een van de oudste nationale sporten van Suriname en wordt beoefend door vogelliefhebbers uit alle bevolkingsgroepen. Ze zijn in het straatbeeld herkenbaar wanneer ze buiten met hun vogelkooi wandelen om naar een wedstrijd te gaan. De zangvogelcultuur is authentiek aan Suriname en wordt ook buiten Suriname beoefend door liefhebbers in de Surinaamse diaspora.

## Geschiedenis
Over de oorsprong van de zangvogelsport zijn meerdere lezingen, variërend van dat er op de plantages in Suriname al zangvogels werden gehouden door creolen, die er ook wedstrijden mee hielden, tot een ontstaansgeschiedenis na de afschaffing van de slavernij in 1863. Waar niet aan getwijfeld wordt is de oorsprong in Suriname en een beoefening onder Surinamers uit alle bevolkingsgroepen.
Door de lange geschiedenis van de zangvogelsport in Suriname zijn ook de voorbereidingstechnieken, wedstrijdreglementen, het vakjargon en de afmetingen van de vogelkooien authentiek Surinaams. De sociale verbondenheid onder sporters is altijd groot geweest. Door de materiële belangen die erbij zijn gekomen, raakt die sociale band aan het begin van de 21e eeuw enigszins verloren. De waarde van topvogels kan oplopen tot enkele duizenden euro's.

## Wedstrijden

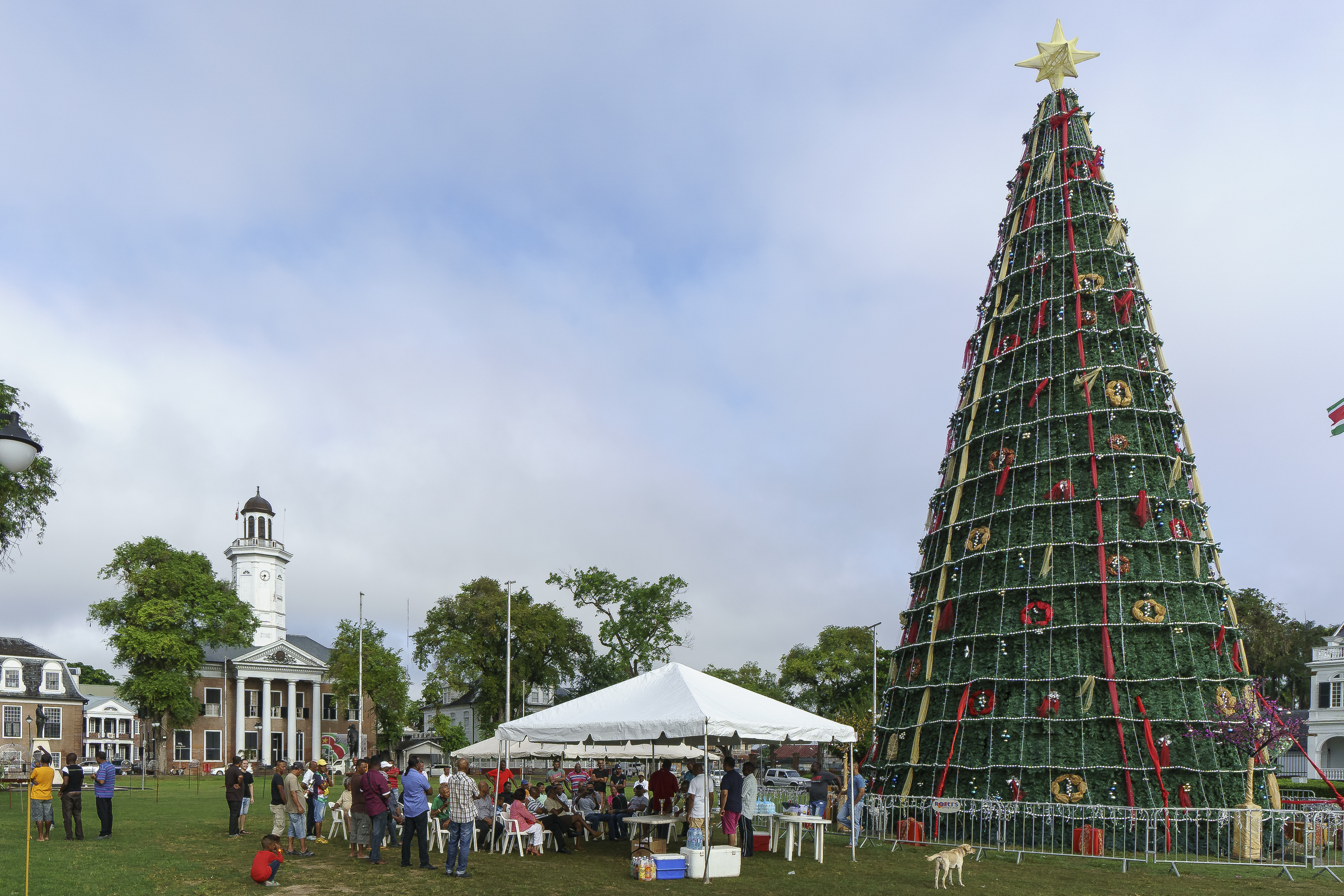
Zangvogelwedstrijd in december 2015 op het Onafhankelijkheidsplein in Paramaribo

Sinds 1963 worden er op het Onafhankelijkheidsplein in Paramaribo wedstrijden gehouden en in hetzelfde jaar werd ook de Surinaamse Zangvogel Bond opgericht. Wedstrijden worden ook op andere locaties in Paramaribo en in andere districten van Suriname gehouden, zoals in Nickerie waar veel huishoudens zangvogels houden. In de jaren 2010 namen aan wedstrijden op het Onafhankelijkheidsplein meer dan dertig verenigingen per keer deel.

### Wedstrijdklassen / vogelsoorten
Tijdens wedstrijden komen vogels van dezelfde soort tegen elkaar uit. Er worden wedstrijden georganiseerd in de volgende klassen:
- Pikolet (zwartkopzaadkraker)
- Twatwa (dikbekzaadkraker)
- Gelebek (leigrijs dikbekje)
- Rowti
  - Blawbaka rowti (roodbuikdikbekje)
  - Oranka rowti (oranje dikbekje)

### Reglementen

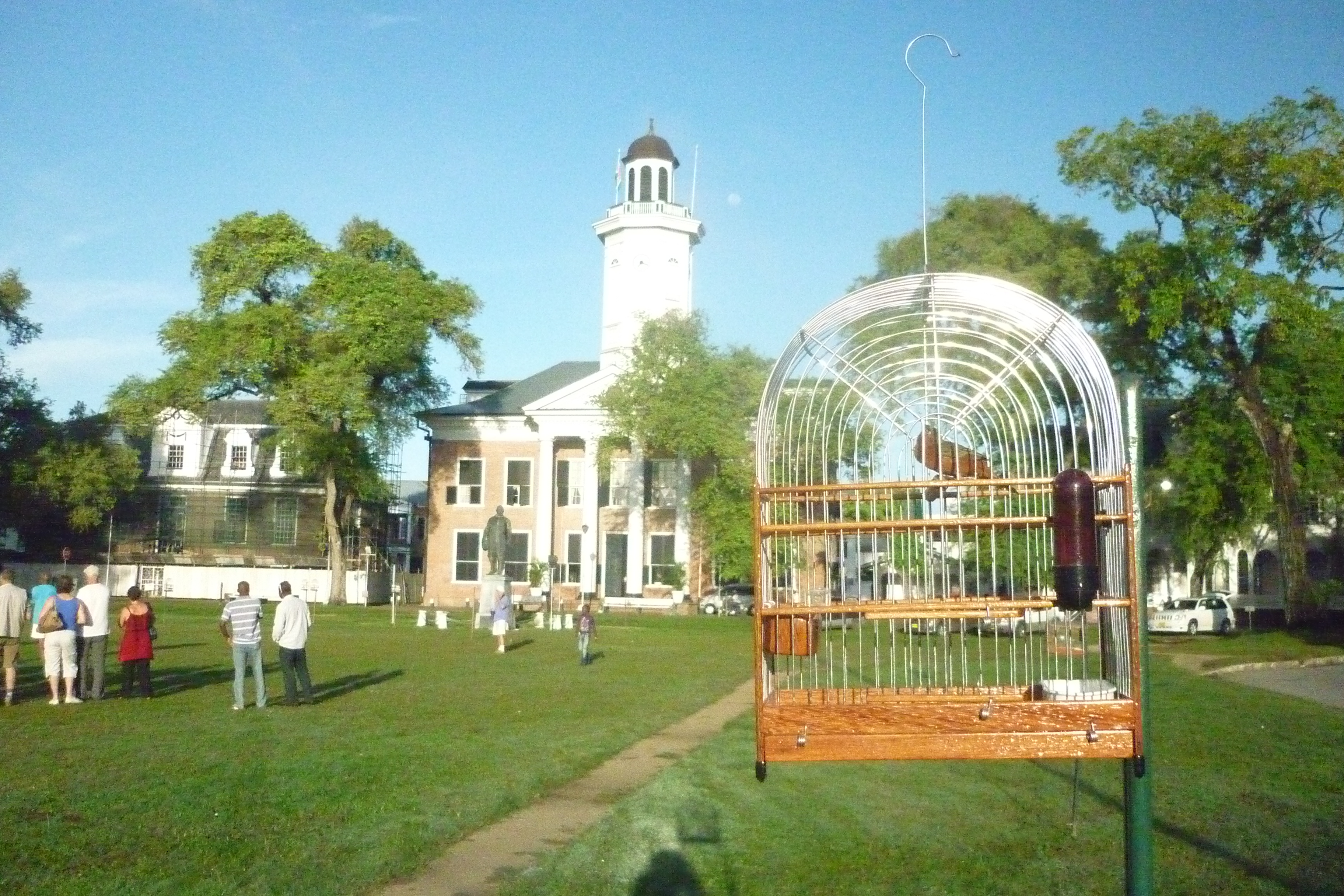
Zangvogelwedstrijd op het Onafhankelijkheidsplein in Paramaribo, 2011

Tijdens een wedstrijd nemen zangvogels het ongeveer vijftien minuten lang tegen elkaar op en winnen ze op basis van het aantal slagen. Wedstrijden worden gehouden in een vierkante wedplaats van zes meter breed en lang. De vogelkooien worden op ongeveer een halve meter afstand van elkaar aan een 'trot' (paal) van circa anderhalf meter hoog gehangen.

## Sportpromotie
De Surinaamse Zangvogel Bond bevorderde de zangvogelsport medio jaren 2010 verderop in het land, wat leidde tot een groei in de belangstelling voor de zangvogelsport in Suriname.
Om tegemoet te komen aan de belangstelling onder toeristen verstrekte de bond in 2017 vijfhonderd folders in het Nederlands en Engels aan de Stichting Toerisme Suriname. In de folders werd uitleg gegeven over de wedstrijdregels en de kenmerken van de zangvogels.

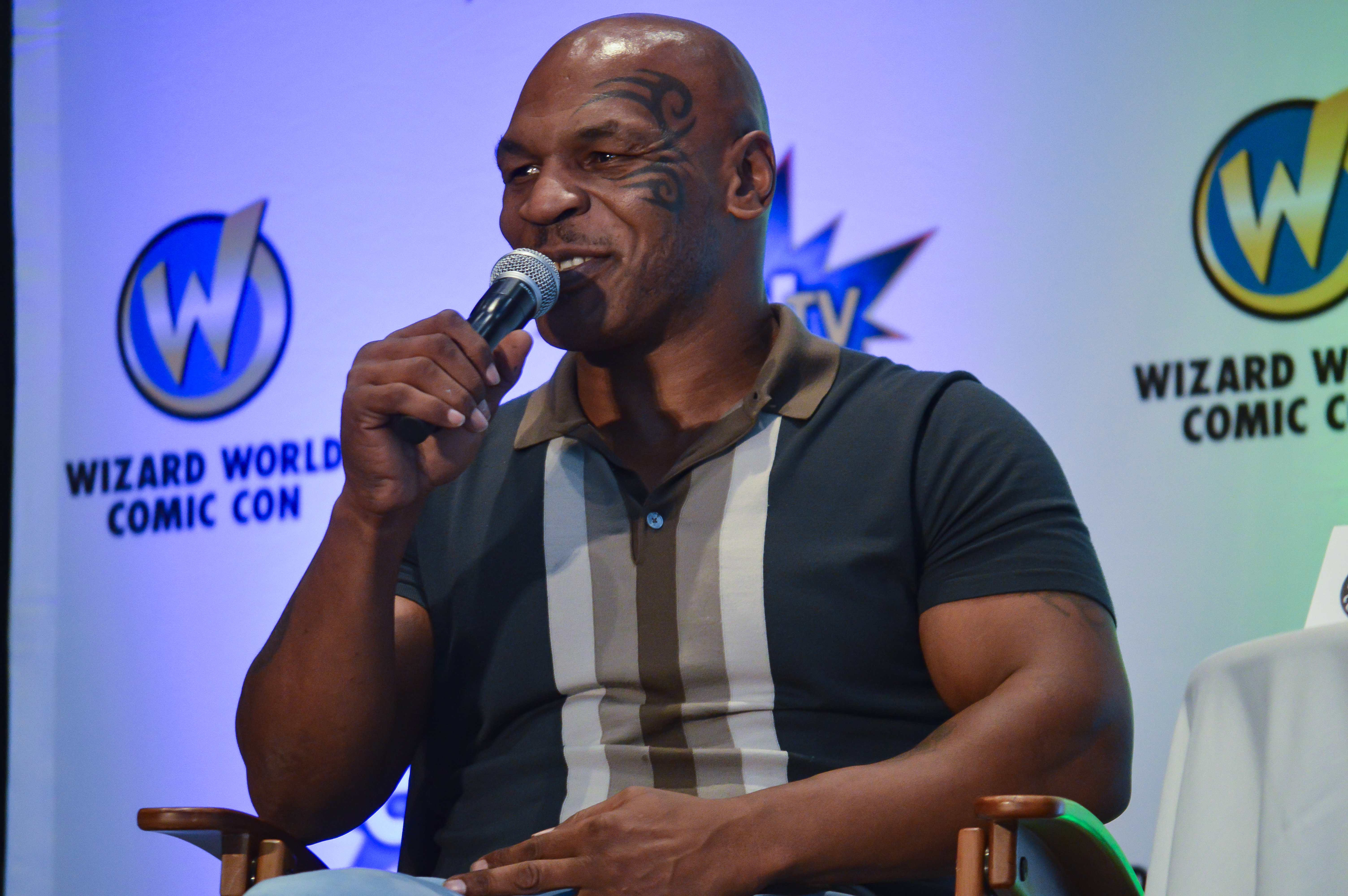
Mike Tyson nam in 2016 een documentaire over de zangvogelsport op in Suriname

In 2016 was voormalig wereldkampioen boksen Mike Tyson in Suriname voor de opname van een documentaire over de zangvogelsport voor de Amerikaanse televisiezender HBO. Tyson is zelf ook vogelliefhebber en hield rond die tijd 1800 duiven bij zijn huis in Las Vegas. Er werden opnames gemaakt bij verschillende zangvogelsporters thuis en tijdens een demonstratiewedstrijd.

## Personen in de zangvogelsport
Personen die een belangrijke rol speelden in de bevordering van de sport, waren Harry Boedjawan en Soenderpersad Hanoeman. Samen bevorderden ze de totstandkoming van het boek Een beschrijving van de Surinaamse zangvogelcultuur - 1908-2018 dat geschreven werd door Roekmienie Sewradj-Debipersad. Boedjawan was zelf ook zangvogelsporter en steunde de sport geregeld financieel en Hanoeman was jarenlang voorzitter van de SZB.

### Zangvogelsporters
De volgende lijst is beperkt tot zangvogelsporters met een artikel op Wikipedia:
- Harry Boedjawan
- Shafiek Goelaman
- Jos Ho Sack Wa
- Mohamedsafiek Radjab

## Video
- Donna van West, Mijn passie, mijn vogels, zangvogelsport Suriname, 6 januari 2019